# Конрад, Чарльз Пит
Чарльз Питер «Пит» Конрад-младший (англ. Charles Peter «Pete» Conrad, Jr.; 2 июня 1930 — 8 июля 1999) — американский астронавт, один из 24 человек, летавших к Луне и один из 12, кто на неё высаживался. Включён в Зал славы астронавтов.

## Биография
Родился 2 июня 1930 года в Филадельфии, в 1953 году окончил университет в Принстоне со степенью бакалавра наук по авиационной технике. В том же году поступил на службу в ВМС США. Окончил школу лётчиков-испытателей ВМС США на авиастанции Пэтъюксент-Ривер (в Мэриленде), служил летчиком-испытателем. В 1960—1961 — пилот-инструктор школы лётчиков-испытателей. (В это время у него был курсант по имени Алан Бин. Пройдёт 8 лет, и они вдвоём будут ходить по Луне).
В 1962 году Чарльз Конрад зачислен в группу астронавтов второго набора.
Совершил 4 космических полёта.
Первый полёт с 21 по 28 августа 1965 году выполнял в качестве пилота миссии «Джемини-5».
Второй полёт с 12 по 15 сентября 1966 года в качестве командира корабля «Джемини-11».
В ноябре 1969 года, через несколько месяцев после исторической посадки на Луну космического корабля «Аполлон-11», на Луну отправился «Аполлон-12» для проведения географических и других научных исследований. Командиром «Аполлона-12» был Чарлз Конрад, пилотом командного модуля — Ричард Гордон, пилотом лунного модуля — Алан Бин. Конрад стал третьим человеком, ступившим на поверхность Луны после Нила Армстронга и Эдвина Олдрина.
Когда Конрад ступил на лунную поверхность, от него ожидали исторической фразы, подобной той, которую произнёс Нил Армстронг («Это один маленький шаг для человека, но гигантский скачок для всего человечества»), однако Конрад, вспоминая слова Армстронга и намекая на свой небольшой рост, сказал: «Возможно, для Нила он был маленький, но для меня — большой». (Whoopee! Man, that may have been a small one for Neil, but that’s a long one for me). Позже, уже на Земле, он признался, что поспорил на 500 долларов с Орианой Фаллачи, что произнесёт именно это, чтобы доказать ей, что фраза Армстронга не была навязана ему заранее и что сотрудники НАСА не программирует астронавтов, когда и что говорить. Он добавил, что деньги брать вовсе не собирался. Но если совсем точно, то фраза Армстронга относилась именно к первому шагу, а Конрад свои слова произнёс, спрыгнув с последней ступени (бортовое время — 115:22:16), ступенька при этом оказалась на уровне его пояса (слово «шаг» он не говорил). Когда же он сделал шаг (115:22:24), он добавил: «О, она мягкая и нежная».
Глубина слоя лунной пыли в этом месте была существенно больше, чем в месте посадки первой экспедиции.
Чарльз Конрад провёл на поверхности спутника Земли в общей сложности восемь часов. Всего же лунный модуль «Аполлона-12» пробыл на Луне 31 час 31 минуту. Астронавты собрали и доставили на Землю 34 килограмма лунной породы, установили доставленную научную аппаратуру и сделали множество фотографий. Также они демонтировали некоторые фрагменты стоявшего недалеко от места посадки беспилотного аппарата «Сервейер-3», прибывшего тремя годами ранее, и доставили их на Землю для изучения свойств материалов после длительного пребывания на Луне. На деталях были обнаружены живые земные микроорганизмы, но скептики возражали, что они были занесены после возвращения, и вопрос остался открытым. За этот полёт Конрад был награждён медалью НАСА «За выдающиеся заслуги» в 1970 году.
После полёта на Луну Конрад участвовал в работе над первой американской орбитальной станцией «Скайлэб». Командир миссии «Скайлэб-2» — первой экспедиции на станцию. Полёт продолжался 28 суток — с 24 мая по 22 июня 1973 года.

### Смерть
Погиб 8 июля 1999 года в результате мотоциклетной катастрофы на горной дороге в штате Калифорния. 69-летний Конрад получил травмы, которые сначала внешне не выглядели серьёзными, но через 6 часов в госпитале он скончался от внутреннего кровотечения. Похоронен на Арлингтонском национальном кладбище. На похоронах присутствовали многие астронавты времён программы «Аполлон». Это случилось за несколько месяцев до юбилея его полёта на Луну и всего за три недели до торжеств по случаю 30-летия первой лунной миссии.
В декабре 2002 года в США были учреждены премии имени Чарльза Конрада для астрономов-любителей за открытие астероидов, орбиты которых проходят в непосредственной близости от орбиты Земли.